# Лебел сир Кевијон (Квебек)
Лебел сир Кевијон (фр. Lebel-sur-Quévillon) је град у Канади у покрајини Квебек. Према резултатима пописа 2011. у граду је живело 2.159 становника.

## Становништво
Према резултатима пописа становништва из 2011. у граду је живело 2.159 становника, што је за 20,9% мање у односу на попис из 2006. када је регистровано 2.729 житеља.
| 2006. | 2011. |
| ----- | ----- |
| 2.729 | 2.159 |